# 特里·沃尔什
特里·沃尔什（英語：Terry Walsh，1953年11月20日—），澳大利亚男子曲棍球运动员。他曾代表澳大利亚参加1976年和1984年夏季奥林匹克运动会曲棍球比赛，其中1976年奥运会获得一枚银牌。